# Clare Rewcastle Brown
Clare Rewcastle Brown (1959) è una giornalista britannica, attiva nel giornalismo investigativo e fondatrice di Free Radio Sarawak. La stazione radio da lei fondata è nota per aver denunciato scandali politici in Sarawak e lo scandalo 1Malaysia Development Berhad ed è stata riconosciuta dalle organizzazioni internazionali per la promozione della libertà dei media..

## Biografia
Clare è nata nel Sarawak sotto il dominio coloniale britannico negli anni 60. Sua madre era un'ostetrica locale. Nella sua prima infanzia, i suoi compagni di gioco erano per lo più aborigeni locali. All'età di 8 anni, Clare tornò nel Regno Unito per studiare e nel 1983 divenne una giornalista della BBC.
Nel 2005, Clare è stata invitata in Sarawak per partecipare a una conferenza ambientale e ha scoperto che il problema del disboscamento illegale locale era serio, quindi ha iniziato a indagare sui problemi ambientali locali attraverso la Fondazione Bruno Manser. Da allora, ha continuato a scrivere articoli su questioni ambientali in Sarawak, esponendo le pratiche malvagie dei leader politici locali che rivendono terre indigene.

## Sarawak Report e Free Sarawak Radio
Nel 2010, Clare ha fondato il Sarawak Report e Free Sarawak Radio per esporre più attivamente la corruzione e l'abuso di potere da parte dei funzionari del Sarawak. Ha anche lavorato con attivisti sociali per aiutare a raccogliere fondi e donare radio ai residenti dell'entroterra in modo che possano ricevere informazioni non tradizionali. A causa delle sue notizie, Clare ha ricevuto lettere e minacce in molte occasioni. Nel 2013, il dipartimento di immigrazione del Sarawak ha iniziato a rifiutare il suo ingresso in Sarawak.
Nel 2015, Clare ha ricevuto l'attenzione per aver denunciato uno scandalo che coinvolgeva 1Malaysia Development Berhad (1MDB).